# Nikolaus Maaß
Nikolaus Maaß (* um 1550; † August 1615 in Kopenhagen) war ein norddeutscher Orgelbauer, der vor allem in Pommern und Dänemark Orgeln im Stil der niederländischen Spätrenaissance schuf. Außer einigen Registern der Orgel im Dom zu Roskilde ist von seinem Werk nichts erhalten.

## Leben und Werk
Maaß wurde vermutlich in den Niederlanden geboren. Darauf weist außer seinem Namen die niederländische Bauweise seiner Orgeln, die allerdings für den gesamten norddeutschen Raum dieser Zeit kennzeichnend ist. Sein Lehrmeister ist unbekannt, vermutet wird David Beck.
Seine Tätigkeit als Orgelbauer ist ab 1582 in Stettin und Kopenhagen nachweisbar. Möglicherweise führte Maaß im selben Jahr Arbeiten an der Stralsunder St.-Jakobi-Kirche durch, da hier von einem Nicolai die Rede ist. Zwischen 1584 und 1592 hielt er sich wahrscheinlich in Sachsen auf, wo er die Orgelbauerfamilie Lorenz kennenlernte. Im Jahr 1592 erwarb er das Bürgerrecht von Stralsund; Maaß wurde also nicht in der Stadt geboren. Er hatte dort Besitz. 1598 gab er für Stralsund ein Guthaben über 200 Gulden als Pfand, das er in Grimma besaß.
Maaß übersiedelte 1602 nach Kopenhagen und wurde dort 1603 als Nachfolger von Hans Brebus Hoforgelbauer des dänisch-norwegischen Königs Christian IV. Johan Lorentz der Ältere gehörte zu den Schülern von Maaß und begleitete ihn nach Kopenhagen. Auch der Bruder Balthasar Lorenz war Geselle von Maaß. Schon im Jahr 1601 hatte Maaß im Auftrag von Christian IV. ein Portativ gebaut. Für das Kopenhagener Zeughaus fertigte Maaß 1602 ein Bleidach an. Der König schickte Maaß mit den Brüdern Lorenz im Jahr 1604 nach Flensburg, wo dieser bis 1609 eine der bedeutendsten Renaissanceorgel des Landes baute. 1606 entstanden für den König zwei weitere Portative, 1610 für Schloss Frederiksborg ein „silbernes“ Positiv.
Nach seinem Weggang aus Stralsund führte Maaß mit der Stadt einen Prozess über ein seines Erachtens unrechtmäßig verkauftes Haus. Maaß starb während seines Orgelneubaus in Schloss Frederiksborg, der von seinem Meistergesellen Lorenz vollendet wurde. Nach seinem Tod führte seine Witwe den Prozess gegen sie Stadt Stralsund fort. Sie wurde von Herzog Philipp Julius und Christian IV. unterstützt, was auf das hohe Ansehen ihres Mannes schließen lässt.

## Werkliste
Die Größe der Instrumente wird in der fünften Spalte durch die Anzahl der Manuale und die Anzahl der klingenden Register in der sechsten Spalte angezeigt. Ein großes „P“ steht für ein selbstständiges Pedal, ein kleines „p“ für ein angehängtes Pedal. Eine Kursivierung zeigt an, dass die betreffende Orgel nicht mehr erhalten ist.
| Jahr             | Ort        | Kirche                | Bild | Manuale | Register | Bemerkungen                                                                                                   |
| ---------------- | ---------- | --------------------- | ---- | ------- | -------- | --- |
| 1582             | Stettin    | Jakobskathedrale      |      | II/P    | 27       | Erweiterungsumbau; nicht erhalten                                                                             |
| 1582–1586        | Stettin    | Marienkirche          |      |         |          | Renovierung; nicht erhalten                                                                                   |
| 1590             | Greifswald | St.-Jacobi-Kirche     |      |         |          | Arbeiten an der Orgel; nicht erhalten                                                                         |
| 1592–1594        | Stralsund  | St.-Marien-Kirche     |      | III/P   | 43       | Neubau?; Disposition bei Michael Praetorius überliefert; nicht erhalten → Orgel                               |
| 1597             | Greifswald | St.-Marien-Kirche     |      |         |          | Wiederherstellung der Orgel für 666 Mark; nicht erhalten                                                      |
| 1597             | Barth      | St.-Marien-Kirche     |      | I/P     | 16       | Erweiterungsumbau; 8 Register im Hauptwerk, 8 Register im Pedal; nicht erhalten                               |
| 1597             | Grimmen    | Marienkirche          |      | II/P    | 25       | nicht erhalten                                                                                                |
| 1584, 1595, 1598 | Prenzlau   | Marienkirche          |      | III/P   |          | 1584 Reparatur und 1598 Erweiterung der Orgel von Fabian Peters aus Sneek (1567/1568); nicht erhalten         |
| 1598–1601/1612   | Stralsund  | St.-Nikolai-Kirche    |      | III/P   | 44       | Neubau, der zunächst 22 Register umfasste und 1612 auf die doppelte Größe erweitert wurde; nicht erhalten     |
| 1599–1603        | Greifswald | Dom St. Nikolai       |      |         |          | Arbeiten an der Orgel von Fabian Peters (1575–1577); nicht erhalten                                           |
| 1604–1609        | Flensburg  | Nikolaikirche         |      | III/P   | 38       | Neubau; Prospekt von Heinrich Ringerink erhalten                                                              |
| 1605–1609        | Flensburg  | Marienkirche          |      |         |          | größere Arbeiten; nicht erhalten                                                                              |
| 1611             | Roskilde   | Dom zu Roskilde       |      | II      | 24       | Wiederherstellung der Orgel von Hermann Raphael Rodensteen (1550–1555); wahrscheinlich drei Register erhalten |
| 1613–1615        | Hillerød   | Schloss Frederiksborg |      | II/P    | 28       | Neubau, von Johan Lorenz dem Älteren vollendet; nicht erhalten                                                |